# Grenzausschreitungen am Evros im Jahr 2020
Die Grenzausschreitungen am Evros im Jahr 2020 begannen am 28. Februar 2020, als die türkische Regierung die einseitige Öffnung der Grenze für Flüchtlinge und Migranten in Richtung Europäische Union bekanntgegeben hat. Grund dafür war die Tötung von türkischen Soldaten in der syrischen Region Idlib. Mehr als zehntausend Migranten standen an der griechisch-türkischen Festlandgrenze und versuchten gewaltsam in das Innere Griechenlands einzudringen.

## Ausschreitungen

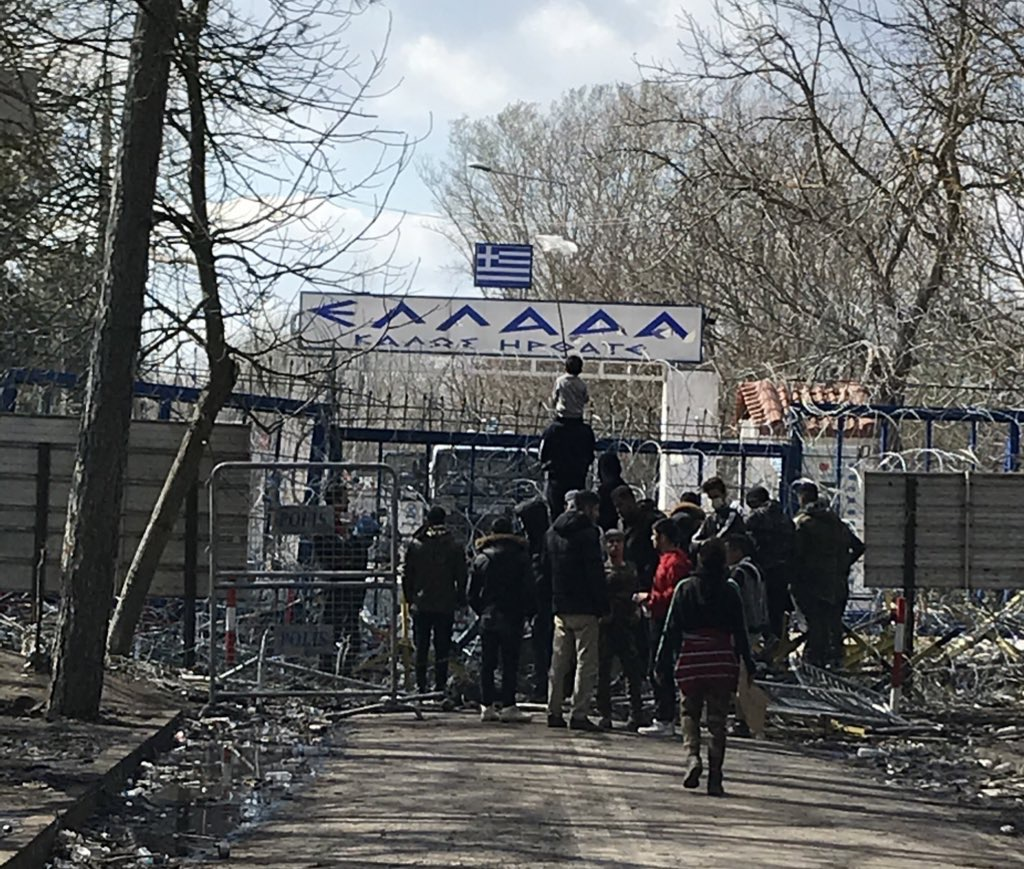
Eine Kleingruppe wartet auf türkischem Boden vor der griechischen Grenze.

Unvermittelt am Morgen des 29. Februar erklärte die Türkei die Grenze zu Griechenland für geöffnet und forderte freien Zutritt auf Europäisches Terrain. Die Parole war: „Wir werden die Tore nicht schließen, denn die EU muss ihre Verpflichtungen einhalten“. Innerhalb weniger Stunden erreichten zehntausende die griechisch-türkische Landesgrenze. Die griechische Regierung reagierte mit der Entsendung von Zollbeamten von Kastania, um die unkontrollierte Einreise in griechisches Gebiet abzuwenden.

## Internationale Reaktionen
Die Präsidentin der Europäischen Kommission, Ursula von der Leyen, der Präsident des Europäischen Rates, Charles Michel, und der Präsident des Europäischen Parlaments, David Sassoli, besuchten am 3. März die Grenzregion Evros und erklärten Griechenland ihre Solidarität, sowie ihre uneingeschränkte Unterstützung, die vom türkischen Gebiet illegalen Einreisen abzuwehren, während Ursula von der Leyen begrüßend bestätigte, dass Griechenland dabei stets in Übereinstimmung mit europäischem Recht vorgeht.
Aus dem US-Außenministerium hieß es: „Die Vereinigten Staaten erkennen das Recht Griechenlands an, seine eigenen Gesetze an seinen Grenzen durchzusetzen. Wir fordern beide Seiten auf, Zurückhaltung zu zeigen, da sich diese Situation an der griechisch-türkischen Grenze entwickelt.“
Die Bundesregierung vermied eine Verurteilung der Öffnung der türkischen Grenze und schränkte sich auf die Erwähnung des Einwanderungsabkommens zwischen der Europäischen Union und der Türkei. Bundeskanzlerin Angela Merkel zeigte sich verständnisvoll dafür, dass Ankara mehr Unterstützung von Europa für die Bewältigung der Flüchtlingskrise erwarte, merkte jedoch an, dass der türkische Präsident „keine Flüchtlinge einsetzen sollte, um sein Missfallen auszudrücken“. Der Vorsitzende des Auswärtigen Ausschusses des Deutschen Bundestages, Norbert Röttgen, sagte, dass Deutschland und die Europäische Union nicht hart reagieren sollten. Nach seinen Schätzungen ist die Öffnung der türkischen Grenze eine Art „Hilferuf“ an Europa.